# 亞歷山德羅·莫比代利 (天文學家)
亞歷山德羅·莫比代利（義大利語：Alessandro Morbidelli，1966年5月2日—）是一名義大利天文學家和行星科學家，目前受僱於尼斯蔚藍海岸天文台。
莫比代利專門研究太陽系動力學，特別是行星的形成和遷移以及主小行星帶和柯伊伯帶的結構。
2000年，他獲得美國天文學會行星科學部哈羅德·C·尤里獎。
2015年11月17日，莫比代利當選為法蘭西科學院外籍院士。
2018年，他獲得法國天文學會頒發的朱爾·讓森獎。

## 出版書籍
- Jewitt D., Morbidelli A., Rauer H., "Trans-Neptunian Objects and Comets", Springer, 2008

## 外部連結
- Talk of Alessandro Morbidelli at the Origins 2011 congress